# Saint-Laurent-du-Tencement
Saint-Laurent-du-Tencement è un comune francese di 51 abitanti situato nel dipartimento dell'Eure nella regione della Normandia.

## Società

### Evoluzione demografica
Abitanti censiti